# Ixos
Ixos és un dels gèneres d'ocells, de la família dels picnonòtids (Pycnonotidae).

## Llistat d'espècies
Segons el Congrés Ornitològic Internacional (versió 13.2, 2023), aquest gènere conté 5 espècies:
- Ixos sumatranus - bulbul de Sumatra
- Ixos virescens - bulbul de Java
- Ixos malaccensis - bulbul d'Indonèsia
- Ixos mcclellandii - bulbul de McClelland
- Ixos nicobariensis - bulbul de les Nicobar